# 박상수 (1957년)
박상수(朴相洙, 1957년 7월 11일~)는 대한민국의 정치인이다. 제9대 삼척시장이다.

## 학력
- 삼척중학교 (졸업)
- 삼척고등학교 (졸업)
- 삼척산업대학교 (학사)
- 관동대학교 대학원 (행정학 / 석사)

## 경력
- 2002.07 ~ 2006.06: 제6대 강원도의회 의원
- 2006.07 ~ 2010.06: 제7대 강원도의회 의원
- 강원도의회 산업경제위원회 위원장
- 삼척시 축구협회 회장
- 법무부 범죄예방위원회 삼척지구 위원
- 강원도수산조정위원회 위원
- 한국해양소년단 강원연맹 감사
- 강원도태권도협회 자문위원
- 삼척시민경제포럼 자문위원
- 삼척종합사회복지관 운영위원회 위원
- 삼척죽서로타리클럽 회원
- 삼척시 정라동 문화체육회 고문
- 한국청년지도자연합회 삼척시지부 고문
- 민주평화통일자문회의 삼척시협의회 위원
- 삼척시 새마을회 이사
- 이사부기념사업회 자문위원
- 삼척시태권도협회 자문위원
- 2010.07 ~ 2014.04: 제8대 강원도의회 의원
  - 2012.07 ~ 2014.04: 제8대 강원도의회 후반기 의장
- 2017.04 ~ : 제11대 한국해양소년단 강원연맹 연맹장
- 2018.07 ~ 2022.03: 제10대 강원도의회 의원
  - 제10대 강원도의회 전반기 경제건설위원회 위원
- 2022.07 ~ : 제16대 민선 8기 강원도 삼척시장

## 전과
- 폭력행위등처벌에관한법률위반: 징역 8월, 집행유예 2년 - 1990년 5월 29일 선고[1]
- 폭력행위등처벌에관한법률위반: 징역 2년, 집행유예 3년 - 1993년 7월 21일 선고[1]

## 역대 선거 결과
|  | 31.92% |

|  | 67.27% |

|  | 47.26% |

|  | 59.95% |

|  | 47.00% |

|  | 49.12% |